# Nagashima Spa Land
Koordinaten: 35° 1′ 47″ N, 136° 43′ 48″ O
Nagashima Spa Land (jap. ナガシマスパーランド) ist ein Freizeitpark in Kuwana, Präfektur Mie, Japan.
Neben zahlreichen Achterbahnen, diversen Fahrgeschäften, einem Wasserpark und drei Hotels verfügt der Park über ein 90 m hohes Riesenrad mit einem Durchmesser von 83 m.

## Achterbahnen
| Name                                              | Typ                                 | Hersteller                  | Eröffnungsjahr | Weblinks |
| ------------------------------------------------- | ----------------------------------- | --------------------------- | -------------- | -------- |
| Acrobat / アクロバット                            | Flying Coaster                      | Bolliger & Mabillard        | 2015           |          |
| Arashi / 嵐                                       | 4th-Dimension-Coaster               | S&S – Sansei Technologies   | 2017           |          |
| Children Coaster / チルドレンレコード             | Familienachterbahn                  | Zierer Rides                | 1983           |          |
| Corkscrew / コークスクリュー                      | Stahlachterbahn mit Inversionen     | Arrow Dynamics              | 1979           |          |
| Hakugei / 白鯨                                    | Hybrid Coaster                      | Rocky Mountain Construction | 2019           |          |
| Jet Coaster / ジェットコースター                  | Stahlachterbahn ohne Inversionen    | Togo                        | 1964           |          |
| Looping Star / ルーピングスター                   | Stahlachterbahn mit Inversion       | Schwarzkopf GmbH            | 1982           |          |
| Peter Rabbit Coaster / ピーターラビットコースター | Familienachterbahn, Powered Coaster | Hoei Sangyo Co.             | 2012           |          |
| Shuttle Loop / シャトルループ                     | Shuttle Coaster, Launched Coaster   | Schwarzkopf GmbH            | 1980           |          |
| Steel Dragon 2000 / スチールドラゴン2000          | Giga Coaster                        | D.H. Morgan Manufacturing   | 2000           |          |
| Ultra Twister / ウルトラツイスター                | Pipeline Coaster                    | Togo                        | 1989           |          |
| Wild Mouse / ワイルドマウス                       | Wilde Maus                          | Mack Rides                  | 1996           |          |

### Ehemalige Achterbahnen
| Name                               | Typ            | Hersteller | Eröffnungsjahr | Schließungsjahr | Weblinks |
| ---------------------------------- | -------------- | ---------- | -------------- | --------------- | -------- |
| White Cyclone / ホワイトサイクロン | Holzachterbahn | Intamin    | 1994           | 2018            |          |